# ریکاردو رودریگز (کشتی‌گیر)
ریکاردو رودریگز (به انگلیسی: Ricardo Rodriguez) (زاده ۱۷ فوریهٔ ۱۹۸۶) ورزش‌کار آمریکایی-مکزیکی کشتی حرفه‌ای در WWE می‌باشد.